# 나만갑 선생 신도비
나만갑 선생 신도비(羅萬甲 先生 神道碑)는 대한민국 경기도 구리시 사노동에 있는 조선 시대의 신도비이다. 1985년 6월 28일 경기도의 유형문화재 제126호로 지정되었다.

## 개요
신도비란 임금이나 고관의 평생업적을 기록하여 그의 무덤 앞에 세워두는 것으로, 이 비는 조선시대의 문신인 나만갑 선생의 행적을 기리고 있다.
나만갑(1592∼1642)은 광해군 5년(1613) 과거에 장원급제한 후 홍문관 교리를 지냈으며, 형조참의로 있을 때 시정을 논하다가 일시 파직되기도 하였다. 인조 14년(1636) 병자호란이 일어나자 홀로 말을 타고 적진을 뚫고 남한산성에 들어갔으며, 공조참의가 되어 국난극복에 힘썼다. 저서로는 1636년 12월부터 이듬해 2월까지 56일간 생겨난 병자호란 당시의 모습을 생생하게 기록한 병자록』이 있다.
비는 네모난 받침돌 위에 비몸을 세우고 지붕돌을 올렸다. 비문은 좌의정 김상헌이 글을 짓고, 송준길이 글씨를 썼으며, 비의 명칭은 김수항이 새겼다. 비문은 나만갑의 조상들을 소개하고, 그의 청년시절, 관직생활, 병자호란 당시 나라를 위해 힘썼던 일, 성실하고 효성스런 부인과 자손들에 대한 사실들을 적고 있다.
효종 9년(1658)에 세운 비로, 숙종 9년(1683) 그의 둘째 손자 나양좌가 묘를 지금 자리로 옮긴 사실 등을 첨가하여 새겨 놓았다.

## 참고 문헌
- 나만갑선생신도비 - 국가유산청 국가유산포털